# Ian Wrigley
Ian Hamilton Wrigley (ur. 6 kwietnia 1923 w Waverley, zm. 6 czerwca 2018) – australijski strzelec, olimpijczyk.
Wystąpił na igrzyskach olimpijskich w Melbourne (1956), gdzie pojawił się w jednej konkurencji. Zajął 16. miejsce w karabinie dowolnym w trzech pozycjach z 300 metrów (startowało 20 zawodników).

## Wyniki olimpijskie
| Igrzyska | Konkurencja                          | Wynik                   | Miejsce | Źródło |
| -------- | ------------------------------------ | ----------------------- | ------- | ------ |
| IO 1956  | Karabin dowolny, trzy postawy, 300 m | 1021 pkt. (382-350-289) | 16      | [ 1 ]  |